# La Hortaliza
La Hortaliza, är en ort i Mexiko, tillhörande kommunen Almoloya de Juárez i den västra delen av delstaten Mexiko, i den centrala delen av landet. Orten hade 1 155 invånare vid folkräkningen 2010.